# قلب من در کوهساران
قلب من در کوهساران (ارمنی: Իմ սիրտը լեռներում է) یک فیلم درام ارمنی محصول سال ۱۹۷۵ به کارگردانی لوون گریگوریان است که در ۲۲ آوریل ۱۹۷۶ منتشر شد. این فیلم بر اساس نمایشنامه‌ای به همین نام نوشته ویلیام سارویان ساخته شده‌است.

## بازیگران
- گور ساهاکیان
- سوس سارگسیان
- آروس آسریان
- نیکلای گریتسنکو
- اینوکنتی اسمکتونفسکی
- آزات شرانتس
- آلکساندر آجمیان
- تسولاک وارتازاریان
- لائورا وارطانیان
- آناهید توپچیان
- وربن مارتیروسیان
- ای نرسیسیان
- آر. آبوویان
- میهران کچوگلیان
- آشوت نرسسیان